# Michał Janik
Michał Janik (ur. 22 listopada 1874 w Ulanowie, zm. 14 października 1948 tamże) – historyk literatury, pedagog, działacz społeczny i narodowościowy.

## Życiorys
Urodził się 22 listopada 1874 w rodzinie Ludwika, radnego i burmistrza, i jego żony Bronisławy z d. Mściszów w Ulanowie. Nauki pobierał z szkole ludowej oraz w gimnazjum rzeszowskim.
W 1894 rozpoczął studia na wydziale Teologicznym Uniwersytetu Lwowskiego, a następnie w latach 1894–97 uczęszczał na wykłady na Wydziale Filozoficznym w Uniwersytecie Jagiellońskim. W 1898 zdał egzamin na nauczyciela szkół średnich i w 1904 otrzymał stopień doktora filozofii.
W latach 1897–1923 uczył w szkołach w Podgórzu pod Krakowem, Cieszynie, Brodach, Złoczowie, Przemyślu, Wadowicach, Lwowie, Jaśle i w Krakowie. W 1900 odbył podróż do USA i swoje wrażenia zawarł w pracy „Z wycieczki do Ameryki. Kilka wspomnień“ wydanej w Cieszynie. Prowadził zajęcia w prywatnej szkole w Cieszynie, należał do Zarządu Macierzy Szkolnej Księstwa Cieszyńskiego oraz Zarządu Polskiego Domu Ludowego. Był współredaktorem kwartalnika „Lud“, współpracował z „Kurierem Lwowskim“ i „Wiekiem Nowym“. Wspólnie z Gustawem Daniłowskim i Marianem Kukielem redagował tygodnik „Życie“, a następnie samodzielnie redagował miesięcznik „Sprawa Polska“. W latach 1909–10 był radnym miasta Lwowa.
Mieszkając w Krakowie był współredaktorem „Nowej Reformy“, był współpracownikiem w „Chłopskim Sztandarze“, „Piaście“ i w katowickiej „Polonii“. Był inspektorem dla szkół powszechnych w Krakowie i założył szkołę dla dzieci umysłowo niedorozwiniętych i szkołę dla głuchoniemych.
Postać Hugona Kołłątaja była jego ulubionym tematem, któremu poświęcił dwie publikację w Pamiętniku Literackim oraz Monografię wydaną we Lwowie w 1913. Dokonania literackie Michała Janika zostały zauważane i w 1928 został laureatem nagrody fundacji śp. Probusa Barczewskiego przyznawanej przez Polską Akademię Umiejętności za pracę „Dzieje Polaków na Syberii”.
Żonaty by dwukrotnie: pierwszą żoną była Cecylia Katarzyną Falkowską, która zmarła w pięć lat po ślubie w 1918, w 1925 ożenił się z Heleną Zofią Wrońską. Zmarł bezpotomnie w Ulanowie 14 października 1948 i tam został pochowany.

## Upamiętnienie
Imieniem Michała Janika zostało nazwane Liceum Ogólnokształcące w Ulanowie.

## Publikacje
Niektóre publikacje Michała Janika:
- Kartka z życia Lelewela. Nowa Reforma - 1896,
- Geneza twórczości Kornela Ujejskiego. Życie - 1898,
- Mikołaj Rej z Nagłowic. Charakterystyki Literackie XIV, Złoczów - 1905,
- Zbytek w pismach M. Reja. Lwów - 1908,
- Z dziejów wymowy w w. XVII i XVIII. Pamiętnik Literacki, Lwów - 1908 i 1916,
- Hugo Kołłątaj. Monografia. Z 4 podobiznami Lwów - 1913,
- Dzieje Polaków na Syberii, Kraków - 1928,
- Cech retmański i sternicki w Ulanowie, Lud Lwów - 1933,
- Zesłanie Jakóba Szeli na Bukowinę. Przegl. Współcz, 1934,
- Na drogach myśli ludowej. Studia historyczno-literackie, Lwów - 1936,
- W służbie idei niepodległości. Pamięci Hipolita Śliwińskiego. Wspomnienia, Kraków - 1937,
- O wolność i władztwo ducha. Spowiedź niepodległościowa, Kraków - 1939[1].